# La Ampolla
La Ampolla o Ampolla (oficialmente en catalán l'Ampolla) es un municipio de Cataluña, España. Perteneciente a la provincia de Tarragona, en la comarca del Bajo Ebro. Según datos de 2017 su población era de 3334 habitantes. Está situado en la entrada del puerto natural conocido como el Fangar.

## Geografía
Integrado en la comarca de Bajo Ebro, se sitúa a 65 kilómetros de Tarragona. El término municipal está atravesado por la autopista del Mediterráneo (AP-7) y por la carretera nacional N-340, entre los pK 1094 y 1101, además de por una carretera local que conecta con Deltebre. El relieve del municipio está definido por el extremo norte del delta del Ebro, donde se encuentra la playa del Arenal y la laguna llamada Bassa de les Olles, el golfo de Sant Jordi y la sierra del Boix. Al oeste se encuentran las primeras estribaciones de la sierra del Boix, con numerosas zonas barrancosas. El litoral del municipio se extiende desde el Cap Roig hasta la playa del Arenal, y forma parte del golfo de Sant Jordi. La altitud oscila entre los 150 metros al oeste y el nivel del mar. El pueblo se alza a 10 metros sobre el nivel del mar. 
| Noroeste: Perelló         | Norte: Perelló | Noreste: Perelló y Mar Mediterráneo |
| Oeste: Perelló y Camarles |                | Este: Mar Mediterráneo              |
| Suroeste: Camarles        | Sur: Camarles  | Sureste: Deltebre                   |

## Historia

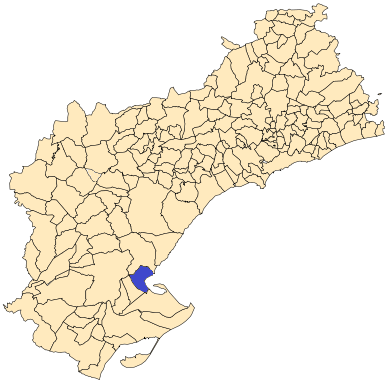
Situación de La Ampolla en la provincia de Tarragona

El municipio se formó en 1989 tras separarse de Perelló después de varios años de litigios. La Ampolla había sido declarado municipio en 1937 pero la segregación quedó anulada al finalizar la guerra civil española.

### Demografía
Cuenta con una población de 3681 habitantes (INE 2024).

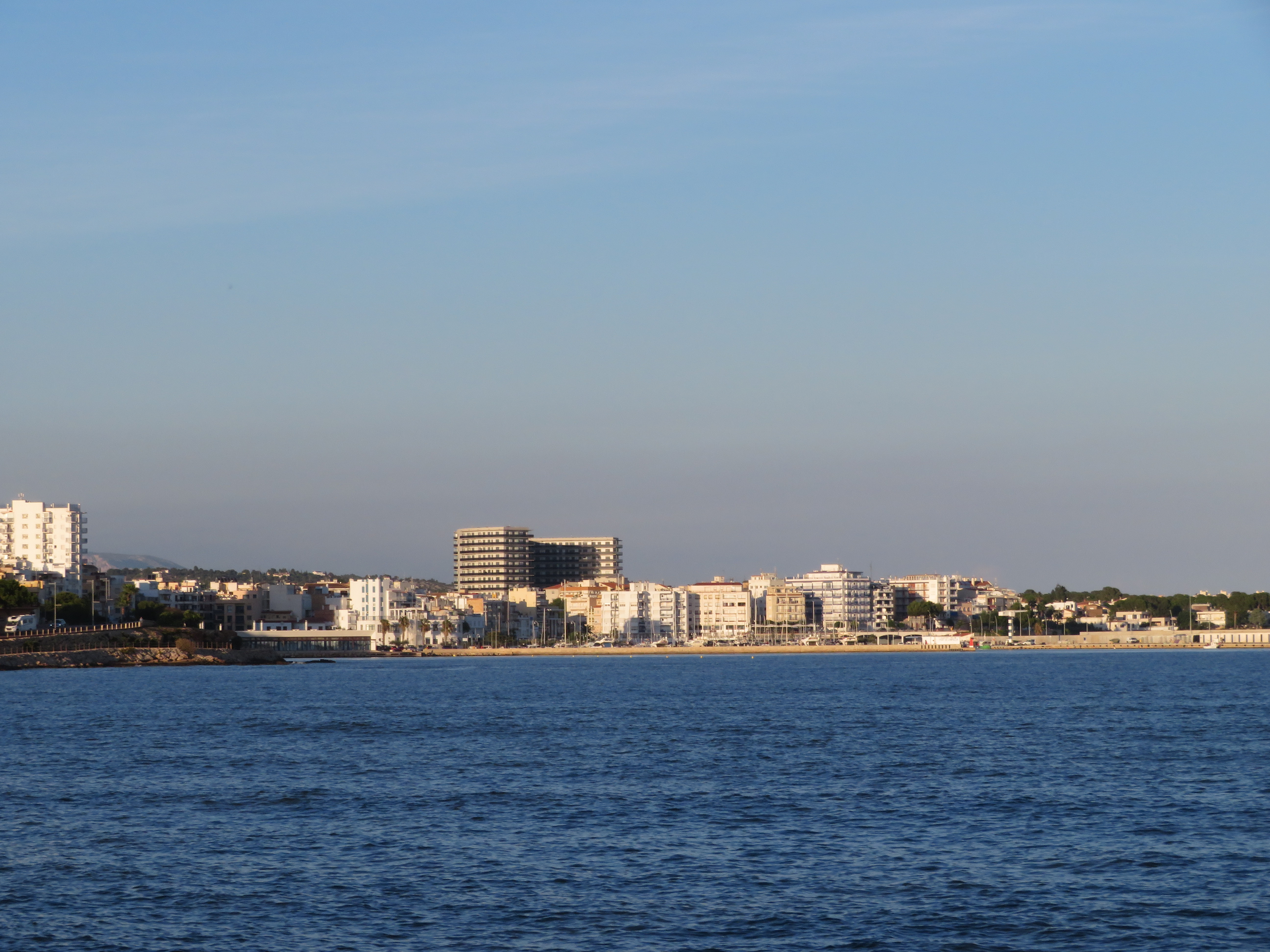
Municipio de La Ampolla

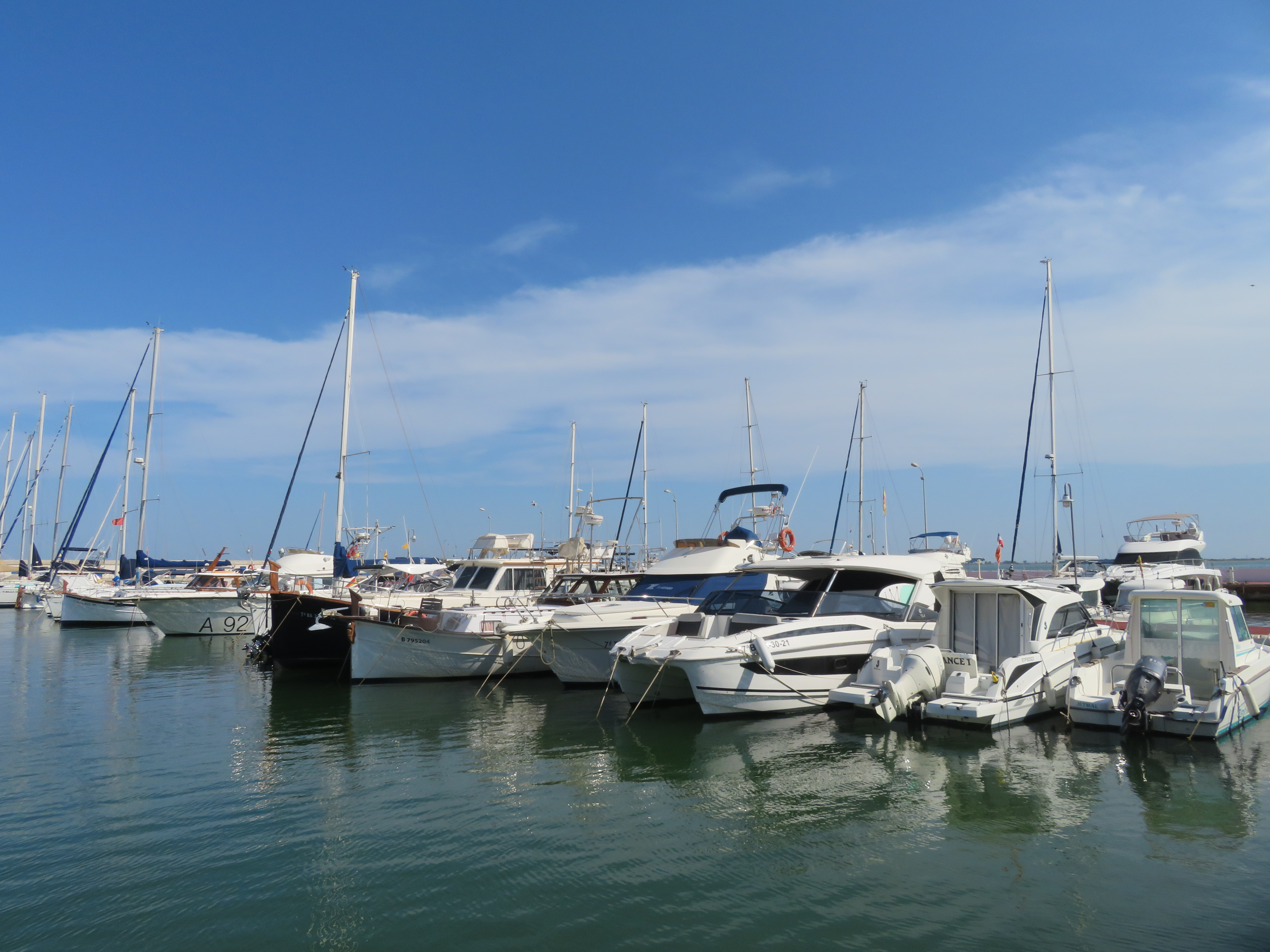
Puerto de mar de La Ampolla

| Gráfica de evolución demográfica de La Ampolla entre 1991 y 2021 |
| |
| Población de derecho según los censos de población del INE Población de hecho según los censos de población del INEEntre el censo de 1991 y el anterior, aparece este municipio porque se segrega del municipio 43103 (Perafort) |

## Economía
En el término municipal de La Ampolla se encuentran localizadas ocho playas, lo que ha convertido al municipio en un destino turístico. Además, su situación cercana al parque natural del Delta del Ebro ha fomentado el turismo ecológico.
Parte de la población se sigue dedicando a la pesca, destacando los langostinos y las doradas. En cuanto a la agricultura, el principal cultivo es el del arroz.

## Símbolos
- El escudo de La Ampolla se define con el siguiente blasón:

«Escudo en forma de losange de ángulos rectos: de azur, un faro de argén encendido de oro; la capa de sinople fileteado de argén. Por timbre una corona mural de pueblo.»
Fue aprobado el 20 de marzo de 1992.

## Cultura

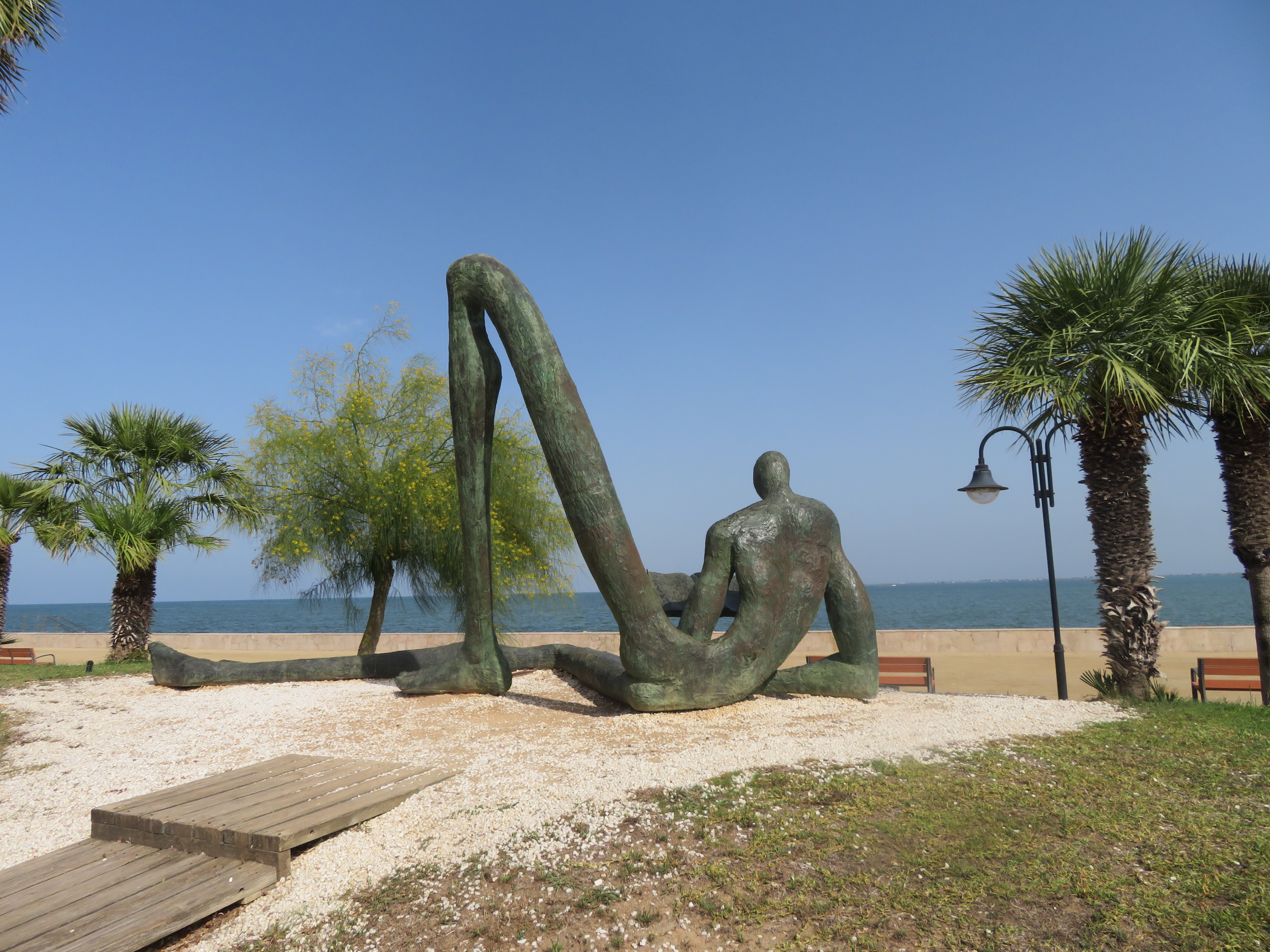
La Ampolla, arte urbano. Escultura de bronce titulada “El lector de l’Odissea”. Artista escultor Paco Morales.

La iglesia parroquial está dedicada a San Juan y fue construida en el siglo XX.
La Ampolla celebra su fiesta mayor el 24 de junio. También tienen especial tradición las celebraciones que tienen lugar en julio, coincidiendo con la celebración de la Virgen del Carmen.